# Les Aventures de Chaperonnette à Pois
 (octobre 2008).
Si vous disposez d'ouvrages ou d'articles de référence ou si vous connaissez des sites web de qualité traitant du thème abordé ici, merci de compléter l'article en donnant les références utiles à sa vérifiabilité et en les liant à la section « Notes et références ».
Les Aventures de Chaperonnette à Pois (Lupo Lupone e Cappuccetto a Pois) est une émission de télévision d'origine Suisse-italienne mettant en vedette les célèbres poupées de Maria Perego et Mario Gomboli.
Au Québec, elle a été diffusée à partir du 6 juin 1969 à la Télévision de Radio-Canada, puis rediffusée à partir du 13 décembre 1986 sur TVJQ.

## Liste des épisodes
1. « Le moka mystérieux » (La torta misteriosa)
2. « Lupin apprenti sorcier » (Lupone apprendista stregone)
3. « Lupin à la chasse les gorilles » (Lupone e il gorilla)
4. « L'histoire magique de la lampe d'Aladin » (La lampada di Aladino)
5. « Clap, patatrack, silence on tourne » (Ciak si gira)
6. « Miam, miam, groum, groum, Arsen Lupin le vorace » (Lupone il mangione)
7. « Lupin le vorace, infirmier d'occasion » (Infermier Lupone)
8. « La couronne du lion » (Il ruggito del leone)
9. « Monsieur muscle » (Il Lupone mister muscolo)
10. « Les grandes manœuvres » (Le grandi manovre)
11. « Poum, poum, Lupin la terreur »
12. « Le petit théâtre de Chaperonnette » (1+1 = I due cappuccetti)
13. « Lupin le vorace policier » (Lupone poliziotto)
14. « Le loup subaquatique » (Il lupo sub)
15. « Vive la publicité » (Lupone e la pubblicità)
16. « Un cri au fond du puits » (L'ululato nel pozzo)
17. « Un Loup dans la Lune »
18. « Le loup s'en va-t-en guerre » (Il Lupone va alla guerra)
19. « Pour une poignée de myrtilles » (Per un pugno di mirtilli) - Première diffusion le 25 décembre 1968.

### Épisodes perdus
Ces épisodes, bien que nommés dans les grilles de diffusion, n'ont jamais été rediffusés ou inclus dans l'édition DVD. Les bandes françaises ou vidéo sont vraisemblablement perdues.
1. « Le Hoq… Hoq… Hoquet » (Il singhiozzo della nonna) - Premier épisode diffusé en français, le 23 décembre 1968[4].
2. « Le lupin invisible » (Il lupo invisibile) - Diffusé le 24 décembre 1968.
3. « Vive la télévision ! » (Il lupo televisionario) - Programmé le 26 décembre 1968 selon le journal L'impartial. Rediffusé au Canada en 1981[5], par exemple.
4. « Chaperonnette artiste-peintre » - Programmé le 6 août 1970[6].
5. « Lupin contre Dracula » (Lupo Lupone Conte Dracula) - Deuxième diffusion le 30 juillet 1970[7],[8]
6. « Lupin, détective par gourmandise » - Programmé le 16 juillet 1970[9],[10]

### Statut inconnu
Ces épisodes n'ont pas de correspondant français connu. Ils coïncident peut-être à certains épisodes susmentionnés sans titre original associé.
1. « La pagella di Lupo Lupone »
2. « Lupo Lupone e il karatè »
3. « Il conto alla rovescia »

## Anecdotes
- Les génériques ont été retournés tous les 3-4 épisodes, probablement pour des raisons de pellicules. Bien que l'enchainement des séquences soit essentiellement identique, le montage et le mouvement des marionnettes diffèrent entre eux.
- La série a été partiellement diffusée en Italie sur la RAI en 1967.

## Vidéographie
DVD
Chaperonnette à Pois, Étiquette : DEP, Éditeur : FRA, version française, Numéro de catalogue : IMT33404, région : 1, Date de parution : 22 mars 2005.

## Titres des épisodes
DVD 1
- 1. "Le Loup Subaquatique"
  2. "Vive La Publicité"
  3. "Un Cri au fond du puits"
  4. "Un Loup dans la Lune"
  5. "Le Loup s'en va-t-en Guerre"
  6. "Pour Une Poignée de Myrtilles"

DVD 2
- 1. "La Couronne du Lion"
  2. "Monsieur Muscle"
  3. "Les Grandes Manœuvres"
  4. "Poum, Poum, Lupin la Terreur"
  5. "Le Petit Théâtre de Chaperonnette"
  6. "Lupin le Vorace Policier"

DVD 3
- 1. "Le Moka Mystérieux"
  2. "Lupin Apprenti Sorcier"
  3. "Lupin à la Chasse aux Gorilles"
  4. "L'histoire Magique de la Lampe d'Aladin"
  5. "Clap, Patatrack, Silence on Tourne"
  6. "Miam, Miam, Groum, Groum, Arsen le Lupin"
  7. "Lupin le Vorace, Infirmier d'Occasion"

## Sources
- Ici Radio-Canada - Horaire des chaînes françaises de radio et télévision de Radio-Canada, publication hebdomadaire, 1952-1985.